# Reinas de Belleza del Paraguay 2019
El concurso Reinas de Belleza del Paraguay 2019 se celebró en Asunción, Paraguay, el día 7 de agosto del 2019 y se escogieron a las representantes paraguayas rumbo al Miss Universo, Miss Mundo, Miss Internacional y Miss Tierra. Las ganadoras resultaron ser Ketlin Lottermann, Araceli Bobadilla, Elida Lezcano y Jociani Repossi, respectivamente.

La final se transmitió por las pantallas de Unicanal.

## Resultados
| Título/Puesto                                 | Participante                    |
| --------------------------------------------- | ------------------------------- |
| Miss Universo Paraguay 2019                   | Alto Paraná - Ketlin Lottermann |
| Miss Mundo Paraguay 2019                      | Asunción - Araceli Bobadilla    |
| Miss Internacional Paraguay 2019              | Central - Elida Lezcano         |
| Miss Tierra Paraguay 2019                     | Alto Paraná - Jociani Repossi   |
| Miss Panamericana Internacional Paraguay 2019 | Concepción - Neida Noguera      |
| 1.ª Princesa                                  | Concepción - Clara Lugo         |
| 2.ª Princesa                                  | Itapúa - Romina Godoy           |

### Premios especiales
| Premio          | Candidata         |
| --------------- | ----------------- |
| Miss Silueta    | Jazmín Saucedo    |
| Miss Amaszonas  | Ketlin Lottermann |
| Miss Fotogénica | Romina Godoy      |
| Miss Elegancia  | Juany Ortega      |
| Miss Talento    | Araceli Bobadilla |
| Miss Top Model  | Cayetana Ayala    |

## Candidatas
Dieciséis fueron las candidatas que compitieron.
| Departamento/Ciudad | Candidata          |
| ------------------- | ------------------ |
| Asunción            | Araceli Bobadilla  |
| Cordillera          | María Belén Vargas |
| Guairá              | Camila Herrera     |
| Concepción          | Clara Lugo         |
| Amambay             | Cynthia Talavera   |
| Central             | Elida Lezcano      |
| Cordillera          | Gracia Presentado  |
| Asunción            | Jazmín Saucedo     |
| Itapúa              | Romina Godoy       |
| Itapúa              | Rita Fraulob       |
| Concepción          | Neida Noguera      |
| Amambay             | Luana Ferreira     |
| San Pedro           | Cayetana Ayala     |
| Alto Paraná         | Ketlin Lottermann  |
| Horqueta            | Juana Orterga      |
| Alto Paraná         | Jociani Repossi    |

## Jurado
El jurado estuvo compuesto por: 
- Wilson Núñez
- Matheus Gamba
- Vivian Benítez
- Bettina Barboza de Ray
- Coral Ruiz Reyes
- Marcos Margraf
- Nelson Verá y Aragón
- César Fretes Dávalos